# Brazylia na Letnich Igrzyskach Olimpijskich 1960
Brazylię na Letnich Igrzyskach Olimpijskich 1960 reprezentowało 72 zawodników, 71 mężczyzn i 1 kobieta.

## Zdobyte medale
| Medal | Zawodnik | Dyscyplina | Konkurencja           |
| ----- | --- | ---------- | --------------------- |
| Brąz  | Manuel dos Santos Filho | Pływanie   | 100 m stylem dowolnym |
| Brąz  | Moysés Blás Waldemar Blatskauskas Algodão Rosa Branca Mosquito Boccardo Wlamir Marques Amaury Fernando Brobró Sucar Jatyr Edson Bispo | Koszykówka | Turniej mężczyzn      |